# Quận Ochiltree, Texas
Quận Ochiltree (tiếng Anh: Ochiltree County) là một quận trong tiểu bang Texas, Hoa Kỳ. Quận lỵ đóng ở thành phố Perryton6. Theo kết quả điều tra dân số năm  2000 của Cục điều tra dân số Hoa Kỳ, quận có dân số 9006 người.

## Thông tin nhân khẩu
Theo điều tra dân 2 năm 2000, quận đã có dân số 9.006 người, 3.261 hộ, và 2.488 gia đình sống trong quận. Mật độ dân số là 10 người cho mỗi dặm vuông (4/km ²). Có 3.769 đơn vị nhà ở với mật độ trung bình là 4 cho mỗi dặm vuông (2/km ²). Cơ cấu dân tộc dân cư quận gồm 86,2 phần trăm người da trắng, đen hoặc 0,13 phần trăm người Mỹ gốc Phi, 0,94 phần trăm người Mỹ bản xứ, 0,39 phần trăm châu Á, 0,01 phần trăm đảo Thái Bình Dương, 10,28 phần trăm từ các chủng tộc khác, và 2,04 phần trăm từ hai hoặc nhiều chủng tộc. 13,79 phần trăm dân số là người Hispanic hay Latino thuộc chủng tộc nào.
Có 3.261 hộ, trong đó có 40,9 trẻ em dưới 18 tuổi, 64 phần trăm là đôi vợ chồng sống với nhau, 7,9 phần trăm có chủ hộ là nữ không có mặt chồng, và 23,7 phần trăm là không có gia đình. Hộ gia đình đối tác chưa kết hôn, 89,5 phần trăm bị đồng tính, 6,3 phần trăm đã được đồng tính nam, và 4,2 phần trăm là đồng tính nữ.
Hai mươi phần trăm của tất cả các hộ gia đình đã được tạo thành từ các cá nhân và 9,30 phần trăm có người sống một mình 65 tuổi trở lên đã được người. Bình quân mỗi hộ là 2,74 và cỡ gia đình trung bình là 3,18.
Trong quận, cơ cấu tuổi dân số với 30,6 phần trăm ở độ tuổi dưới 18, 8,4 phần trăm 18-24, 28,7 phần trăm 25-44, 20,7 phần trăm 45-64, và 11,7 phần trăm những người 65 tuổi trở lên. Tuổi trung bình là 34 năm. Cứ mỗi 100 nữ có 99,8 nam giới. Cứ mỗi 100 nữ 18 tuổi trở lên, có 96,9 nam giới.

## Thu nhập
Thu nhập trung bình cho một hộ gia đình trong quận đã được $ 38.013, và thu nhập trung bình cho một gia đình là $ 45,565. Nam giới có thu nhập trung bình $ 31.558 so với 19.890 $ cho phái nữ, cho thấy một mức độ tương đối cao của sự bất bình đẳng thu nhập dựa trên giới tính. Thu nhập trên đầu cho các quận được $ 16.707. Mười ba phần trăm dân số và 9,8 phần trăm của các gia đình sống dưới mức nghèo khổ; 17,9 phần trăm những người dưới độ tuổi 18 và 8,7 phần trăm của những người 65 tuổi trở lên đang sống dưới mức nghèo khổ.
Những người làm ít hơn $ 25,000 / năm bao gồm 32,2 phần trăm dân số, trong khi 1,9 phần trăm đã tạo thêm hơn $ 150,000, theo điều tra dân số năm 2000. 17,5 phần trăm dân số được thực hiện ít hơn $ 15,000 / năm, trong khi thực hiện 6,06 phần trăm nhiều hơn $ 100,000. 